# Kyaka
 (juin 2021).
Kyaka est une localité du district de Missenyi (en) dans la région de Kagera en Tanzanie.

## Géographie
Kyaka est situé à 50 km à l'ouest de Bukoba, la capitale régionale.